# Бластомикоза
Бластомикоза је гљивична инфекција која углавном захвата плућа, али се може проширити и на друге делове тела (најчешће кожу и кости). По клиничким симптомима је слична хистоплазмози.
Болест је први описао Томас Каспер Гилкрист (енгл. Thomas Casper Gilchrist) 1984. године и по њему се она понекад назива Гилкристова болест.

## Етиологија
Узрочник бластомикозе је диморфна гљивица Blastomyces dermatitidis, која се налази на тлу и дрвећу. Човек се инфицира удисањем спора гљивице и инкубациони период траје 30-100 дана. Болест не може пренети са човека на човека. У ризичну групу спадају људи са ослабљеним имунитетом (сида, трансплантација органа, малигна обољења, дуготрајна терапија кортикостероидима и др).

## Епидемиологија
У басенима река Охајо и Мисисипи бластомикоза је ендемска болест и инциденца обољевања је мања од 1 случаја у 100.000 људи. Нешто је већа у америчкој држави Висконсин, где просечно износи 1,4 случаја у 100.000 особа. У Канади је бластомикоза најзаступљенија у северозападном делу Онтарија, а пријављени су и случајеви оболелих у Африци.

## Клиничка слика
Око 50% инфекција пролази асимптоматски, а код осталих се најчешће развија инфекција плућа и ретко других органа.
Бластомикоза плућа почиње постепено са високом температуром, грозницом и обилним знојењем. Касније настају бол у грудима, отежано дисање и кашаљ, који је некад продуктиван, а могу се јавити и хемоптизије (искашљавање крви). Инфекција плућа споро напредује и некада пролази спонтано.
Бластомикоза може захватити и друге органе, и то најчешће кожу, кости и генитоуретрални тракт. Инфекција коже почиње са малим папулама из којих се могу развити пустуле. Затим се развијају плакови окружени малим безболним апсцесима. Може се јавити болно отицање костију, као и болно отицање епидидимиса или захватање простате.

## Дијагноза
Дијагноза се поставља на основу анамнезе, клиничке слике, доказивања узрочника у спутуму и биоптичком материјалу, рендгенографије плућа и хистопатолошких налаза.

## Лечење
Код блажих облика лечење није потребно, док се код тежих случајева примењују антимикотици: итраконазол, флуконазол, кетоконазол, амфотерицин Б и др.